# 魯斯頓 (明尼蘇達州)
魯斯頓（英語：Ruthton）是一個位於美國明尼蘇達州派普斯通縣的城市。

## 歷史
魯斯頓於1888年成立，得名自市長之妻的名字。同年設立營運至今的郵局，1897年升格為城市。

## 人口
根據2020年美國人口普查的數據，魯斯頓的面積為1.51平方千米，當中陸地面積為1.50平方千米，而水域面積為0.01平方千米。當地共有人口226人，而人口密度為每平方千米150人。